# WRKY蛋白结构域
WRKY结构域是一类转录因子，存在于WRKY转录因子家族中。几乎所有植物基因组中都有带WRKY结构域的蛋白，同时WRKY基因也被发现存在于双滴虫、多细胞变形虫及其他变形虫门和一些真菌基因组中。不过WRKY基因似乎不存在于一些其他的非植物物种。在过去的20年间，WRKY转录因子一直是植物学领域的重点研究对象。WRKY的DNA识别结构域能够识别W-box顺式作用元件(T)TGAC(C/T)，以及W-box序列的一些变体。

## 结构
WRKY转录因子含有一个或两个WRKY蛋白结构域。 WRKY蛋白结构域是一个长度为60到70个氨基酸的DNA结合结构域。该结构域的主要特征是一个高度保守的WRKYGQK模序和一个锌指区域。 半胱氨酸和组氨酸锌指结构域是CX4-5CX22-23HXH或CX7CX23HXC类型的，其中X可以是任何氨基酸。 锌指结合Zn2+离子来满足蛋白质功能的需要。尽管WRKYGQK序列在大多数WRKY结构域中是高度保守的，但是也有文献记载核心序列是存在差异化的。 核心序列的一种常见的变体是WRKYGKK，存在于大多数植物物种中。
WRKY蛋白结构域的结构由2005年的核磁共振（NMR）和后来的结晶学所确定。WRKY蛋白结构域是由五条反平行β-链组成的球形蛋白。核心的WRKYGQK模序位于第二个β链上。18个氨基酸在WRKY蛋白结构域中是高度保守的，包括核心基序，锌指结合的半胱氨酸和组氨酸和形成DWK盐桥的三联体。三联体由位于核心模序的保守色氨酸（W）、四个氨基酸前的天冬氨酸（D）和29个氨基酸后的赖氨酸（K）组成，这个组合稳定了整个结构域。第三个β-链上的五个氨基酸（PRSYY）在WRKY结构域中也很保守。重要的是，WRKY基因在WRKY结构域中含有一个保守的内含子，它发生在编码PRSYY氨基酸序列PR的位置。这就解释了该基序的保守性。

## 转录因子-DNA相互作用
WRKY结构域形成了一个垂直进入DNA链的主沟的独特楔形结构。 WRKY蛋白结构域与（T / A）TGAC（T / A）顺式元件（也称为W-Box）存在着相互作用。最近的证据表明，W-Box的GAC核心是WRKY结构域的主要作用位点，侧翼序列有助于调控DNA与特异性的WRKY蛋白之间的相互作用。核心模序的RKYGQK残基和WRKY结构域中的精氨酸与赖氨酸残基负责与七个连续DNA碱基对（包括GAC核心）的磷酸骨架相互作用。将色氨酸，酪氨酸或WRKYGQK模序的赖氨酸突变为丙氨酸则会使蛋白无法与DNA结合，这个情况表明这些氨基酸对于识别W-Box序列是必不可少的。尽管不是必要的，当用丙氨酸突变掉WRKYGQK模序中的精氨酸，甘氨酸或谷氨酰胺时，可以减少与W-Box的结合。总的来说，WRKY蛋白结构域与DNA的复杂的相互作用会在植物生长发育和抵抗外界胁迫时，起到激活有关基因的作用。